# Тиофлавин T
Тиофлавин Т (Основной жёлтый 1, CI 49005) — флуоресцентное вещество, соль из группы бензотиазолов, образующаяся при метилировании дегидротиотолуидина метанолом в присутствии соляной кислоты. Тиофлавин Т (ThT) обладает крайне низким квантовым выходом флуоресценции (менее 10−3) в маловязких растворителях (таких как вода, этанол, ацетон, метанол и других) . 

## Применение
Краситель способен специфическим способом связываться с амилоидными фибриллами в растворах, вследствие чего значительно возрастает квантовый выход его флуоресценции (более, чем в 1000 раз). До сих пор, несмотря на активное изучение тиофлавина Т, не существует единой точки зрения на причины роста квантового выхода флуоресценции, также нет согласия по поводу механизма интеркаляции ThT в амилоидные фибриллы.
Анализу спектрально–кинетических и фотофизических свойств тиофлавина Т посвящено большое количество работ. На сегодняшний момент времени рост квантового выхода флуоресценции красителя при его интеркаляции объясняют двумя гипотезами. Одна из них – образование флуоресцирующих димеров или эксимеров   и даже мицелл, например, при встраивании ThT в ДНК